# HMS Lauderdale (L95)
HMS Lauderdale (L95) là một tàu khu trục hộ tống lớp Hunt Kiểu II của Hải quân Hoàng gia Anh Quốc được hạ thủy và đưa ra phục vụ năm 1941. Nó đã hoạt động cho đến hết Chiến tranh Thế giới thứ hai, được chuyển cho Hải quân Hy Lạp năm 1946 và hoạt động như là chiếc BN Aigaion (L06) cho đến năm 1959, khi nó được hoàn trả cho Anh và bị tháo dỡ năm 1960.

## Thiết kế và chế tạo
Lauderdale thuộc vào số 33 chiếc tàu khu trục lớp Hunt nhóm II, có mạn tàu rộng hơn nhóm I, tạo độ ổn định cho một tháp pháo QF 4 in (100 mm) Mark XVI nòng đôi thứ ba, cũng như cho phép tăng số lượng mìn sâu mang theo từ 40 lên 110.
Lauderdale được đặt hàng cho hãng John Isaac Thornycroft vào ngày 4 tháng 9 năm 1939 trong Chương trình Chế tạo Khẩn cấp Chiến tranh 1939 và được đặt lườn vào ngày 12 tháng 12 năm 1939. Nó được hạ thủy vào ngày 5 tháng 8 năm 1941 và hoàn tất vào ngày 24 tháng 12 năm 1941. Tên nó được đặt theo một rừng săn cáo tại Lauder, Berwickshire, Scotland. Con tàu được chính cộng đồng dân cư tại Berwickshire đỡ đầu trong khuôn khổ cuộc vận động gây quỹ Tuần lễ Tàu chiến năm 1942.

## Lịch sử hoạt động

### 1942
Sau khi hoàn tất trang bị và chạy thử máy, Lauderdale đi đến Scapa Flow vào tháng 1 năm 1942 để thực hành cùng các tàu chiến thuộc Hạm đội Nhà, gia nhập Chi hạm đội Khu trục 20 tại Khu vực tiếp cận phía Tây. Sang tháng 2, con tàu đã vượt Đại Tây Dương sang Canada, gia nhập Lực lượng Hộ tống Tại chỗ phía Tây đặt căn cứ tại Halifax vào ngày 24 tháng 2, nhằm giúp Hải quân Hoàng gia Canada so sánh đặc tính của lớp Hunt so với những tàu khu trục cũ của Hải quân Hoa Kỳ thuộc lớp Town; nó là chiếc duy nhất trong lớp Hunt từng vượt Đại Tây Dương. Nó tham gia hộ tống các đoàn tàu SC72, ON70 và SC75 đi lại giữa Halifax và St. John’s cho đến ngày 30 tháng 3, khi nó quay trở lại Londonderry và làm nhiệm vụ hộ tống vận tải tại Khu vực tiếp cận phía Tây.
Lauderdale đã cùng các tàu khu trục Badsworth (L03), Georgetown (I-40), Lancaster (G05) và St.Mary’s (I-12) hộ tống cho Đoàn tàu WS18 băng qua Khu vực tiếp cận Tây Bắc vào ngày 15 tháng 4, tách khỏi đoàn tàu vào ngày 19 tháng 4 để quay trở lại Londonderry. Cho đến cuối năm đó, nó tiếp tục hoạt động hộ tống vận tải tại Bắc Hải cùng Lực lượng Hộ tống Rosyth.

### 1943
Lauderdale được sửa chữa và tái trang bị tại một xưởng tàu tư nhân ở Hull vào tháng 2 năm 1943 nhằm chuẩn bị để được điều động sang khu vực Địa Trung Hải. Vào ngày 16 tháng 4, nó gia nhập cùng tàu tuần dương hạng nhẹ Newcastle (C76); các tàu khu trục Rapid (H32), Venomous (D75); các tàu xà lúp Wellington (U65), Weston (L72); các tàu cutter Gorleston (Y92), Totland (Y88), các tàu frigate Ness (K219) và Exe (K92) để hộ tống cho Đoàn tàu KMF13/WS29 tại Clyde cho chuyến đi đến Gibraltar. Nó ở lại cùng Đoàn tàu KMF13 sau khi Đoàn tàu WS29 tách ra vào ngày 20 tháng 4 để tiếp tục hành trình đi Freetown.
Lauderdale tham gia Đội hộ tống 60 tại Malta từ tháng 5, và được bố trí hộ tống các đoàn tàu vận tải tại khu vực Tây Địa Trung Hải. Nó đã tham gia bắn phá Kelebia, Tunisia để hỗ trợ các hoạt động quân dự tại đây, và phong tỏa khu vực Cape Bon ngăn chặn việc triệt thoái lực lượng đối phương khỏi Tunisia. Sau đó nó tiếp tục tuần tra chống tàu ngầm và hộ tống vận tải tại khu vực Trung Địa Trung Hải. Trong tháng 6, nó hộ tống Đoàn tàu UG8A đi từ Gibraltar đến các cảng Bắc Phi.
Đến tháng 7, Lauderdale chuẩn bị để tham gia Chiến dịch Husky, cuộc đổ bộ của lực lượng Đồng Minh lên Sicily, Ý. Vào ngày 7 tháng 7, nó tham gia thành phần hộ tống cho Đoàn tàu AMB1 khởi hành từ Sfax, Tunisia, và đi đến ngoài khơi bãi đổ bộ Bark South vào ngày 10 tháng 7, nơi nó tiếp tục đảm nhiệm bắn pháo hỗ trợ, tuần tra và hộ tống vận tải cho đến tháng 8. Nó lại đảm nhiệm tuần tra và hộ tống vận tải tại khu vực Trung Địa Trung Hải từ căn cứ tại Malta.

### 1944
Vào tháng 6 năm 1944, Lauderdale được điều động sang Chi hạm đội Khu trục 5 để tham gia Chiến dịch Dragoon, cuộc đổ bộ của lực lượng Đồng Minh lên miền Nam nước Pháp, và tạm thời đặt dưới quyền chỉ huy chung của Hải quân Hoa Kỳ. Nó cùng chi hạm đội chuyển đến Naples, Ý, nơi nó đặt căn cứ để hộ tống các đoàn tàu vận tải chuẩn bị cho chiến dịch, rồi tham gia cùng các tàu khu trục hộ tống Aldenham (L22), Beaufort (L14), Belvoir (L32), Blackmore (L43), Eggesford (L15) và tàu khu trục Hy Lạp Pindo vào ngày 13 tháng 8 để hộ tống cho Đoàn tàu SM2 khởi hành từ Napple, và tách khỏi đoàn tàu sau khi đi đến ngoài khơi bãi đổ bộ vào ngày 15 tháng 8, quay lại trực thuộc quyền chỉ huy của Hải quân Hoàng gia.
Sau đó Lauderdale quay trở lại nhiệm vụ tuần tra và hộ tống vận tải tại khu vực Trung tâm Địa Trung Hải, và từ tháng 9 đã hỗ trợ các chiến dịch quân sự trong khu vực biển Adriatic.

### 1945
Lauderdale tiếp tục hoạt động tại khu vực Địa Trung Hải cho đến tháng 5, 1945, khi nó được đề nghị cử sang hoạt động tại Viễn Đông. Do đó con tàu quay trở về Anh để thủy thủ đoàn có dịp nghỉ ngơi, trong khi con tàu đi đến Simonstown, Nam Phi để đại tu. Tuy nhiên chiến tranh đã kết thúc trước khi công việc sửa chữa hoàn tất.

### Sau chiến tranh
Lauderdale được xem xét để chuyển cho Hy Lạp mượn; và con tàu được chính thức chuyển cho Hải quân Hoàng gia Hy Lạp vào tháng 5, 1946. Nó phục vụ cùng Hải quân Hy Lạp dưới tên gọi BN Aigaion (L06), cho đến khi được hoàn trả cho Anh vào ngày 12 tháng 12, 1959. Con tàu bị bán để tháo dỡ tại Hy Lạp vào năm 1960.